# António Gonzalez
António Guilherme Branco Gonzalez (12 de Setembro de 1946), arqueólogo,  foi fundador e primeiro deputado português do Partido Ecologista "Os Verdes" eleito na III legislatura, como deputado independente do Partido Ecologista "Os Verdes" nas listas do Partido Comunista Português.